# Cyclomia sericearia
Cyclomia sericearia là một loài bướm đêm trong họ Geometridae.